# اچ‌ام‌اس برمودا (۱۸۰۵)
اچ‌ام‌اس برمودا (۱۸۰۵) (به انگلیسی: HMS Bermuda (1805)) یک کشتی بود که طول آن ۱۰۷ فوت (۳۲٫۶ متر) بود. این کشتی در سال ۱۸۰۵ ساخته شد.